# Ньюэлл, Майк
Майкл Кормак Ньюэлл (англ. Michael Cormac Newell; родился 28 марта 1942 года в Сент-Олбанс, Англия) — британский кинорежиссёр и продюсер.

## Биография
Учился в колледже Магдалены в Кембридже, в то же время три года стажировался на Granada Television, намереваясь по окончании обучения стать театральным режиссёром. В 1960-х годах Майкл поставил несколько телесериалов на британском телевидении, однако в конечном счёте нашёл своё призвание в режиссуре игровых кинофильмов. Дебютной киноработой Ньюэлла стал телефильм «Человек в железной маске» (1977), а признания критиков Майк добился, поставив биографическую драму «Танец с незнакомцем» (1985). Мировой известности Майк Ньюэлл достиг в 1994 году, сняв лирическую комедию «Четыре свадьбы и похороны», которая стала обладательницей сразу нескольких престижных кинонаград.

## Фильмография

### Режиссёр
- 1964 — Comedy Workshop: Love and Maud Carver
- 1964 — Шэрон /Sharon (документальный телефильм)
- 1966 — Улица Коронации / Coronation Street
- 1967 — The Fellows (сериал)
- 1967 — Escape (сериал)
- 1967 — Доброта незнакомцев / The Kindness of Strangers (телефильм)
- 1967—1981 — ITV: Театр / ITV Playhouse (сериал)
- 1968 — Spindoe (сериал)
- 1968 — Them Down There (телефильм)
- 1968 — Город 68' / City 68' (сериал)
- 1968 — Радость Её Величества / Her Majesty’s Pleasure (сериал)
- 1968 — Посетители / The Visitors (телефильм)
- 1968 — The Gamekeeper (телефильм)
- 1968 — 69 Murder — The Blood Relation (телефильм)
- 1969 — Big Breadwinner Hog (сериал)
- 1969 — Parkin’s Patch (сериал)
- 1969 — Кровное родство / Blood Relations  (телефильм)
- 1969—1970 — Театр субботнего вечера на ITV / ITV Saturday Night Theatre (сериал)
- 1970 — Исповедь / Confession (сериал)
- 1970 — Приключения Дона Квика / The Adventures of Don Quick (сериал)
- 1970 — Arthur Wants You for a Sunbeam (телефильм)
- 1971 — Защитник / The Guardians (сериал)
- 1971 — Mrs. Mouse, Are You Within? (телефильм)
- 1971 — Big Soft Nelly Mrs. Mouse
- 1971—1972 — Баджи / Budgie (сериал)
- 1972 — Тридцать минут театра / Thirty-Minute Theatre (сериал)
- 1972 — Человек из Хейвен / The Man from Haven (сериал)
- 1972—1978 — Пьеса дня / Play for Today (сериал)
- 1973 — Любовная история / Love Story (сериал)
- 1973 — £12 Look (телефильм)
- 1973 — Hadleigh (сериал)
- 1973 — Новое слово / The New Word (сериал)
- 1973 — Театр ночью / Late Night Theatre (сериал)
- 1973 — Сказки Уэссекса / Wessex Tales (сериал)
- 1974 — Детство / Childhood (сериал)
- 1974 — Baa Baa Black Sheep (телефильм)
- 1974 — Ms or Jill and Jack (телефильм)
- 1974 — Late Night Drama (сериал)
- 1974 — Подарок другу / The Gift of Friendship (телефильм)
- 1975 — Театр BBC2 / BBC2 Playhouse (сериал)
- 1975 — Граница / The Boundary (телефильм)
- 1975 — The Midas Connection (телефильм)
- 1975 — Of the Fields Lately (телефильм)
- 1975 — Lost Yer Tongue? (телефильм)
- 1976 — День красного письма / Red Letter Day (сериал)
- 1976 — Second City Firsts (сериал)
- 1977 — Человек в железной маске / The Man in the Iron Mask
- 1977 — ITV Sunday Night Drama (сериал)
- 1977 — Очарование / Charm (телефильм)
- 1977 — Сага о Фосдайках / The Fosdyke Saga (телефильм)
- 1977 — Дорогая / Honey (телефильм)
- 1978 — BBC2 Play of the Week (сериал)
- 1978 — Little Girls Don’t (телефильм)
- 1980 — Воскрешение из мёртвых / The Awakening
- 1981 — Дурная кровь / Bad Blood
- 1983 — Кровная вражда / Blood Feud (телефильм)
- 1983 — Рождение нации / Birth of a Nation (телефильм)
- 1985 — Танец с незнакомцем / Dance with a Stranger
- 1985 — Хороший отец / The Good Father
- 1987 — Удивительная Грейс и Чак / Amazing Grace and Chuck
- 1988 — Кисло-сладкое / Soursweet
- 1989 — Смит и Джонс / Smith and Jones in Small Doses (сериал)
- 1989 — На всю катушку / The Whole Hog (телефильм)
- 1990 — Запретная любовь / Common Ground (телефильм)
- 1991 — Колдовской апрель / Enchanted April
- 1992 — На запад / Into the West
- 1993 — Хроники молодого Индианы Джонса / The Young Indiana Jones Chronicles (сериал)
- 1994 — Четыре свадьбы и одни похороны / Four Weddings and a Funeral
- 1995 — Ужасно большое приключение / An Awfully Big Adventure
- 1997 — Донни Браско / Donnie Brasco
- 1999 — Управляя полётами / Pushing Tin
- 2000 — Приключения молодого Индианы Джонса: Маски зла / The Adventures of Young Indiana Jones: Masks of Evil  (видео)
- 2002 — Джо / Jo (телефильм)
- 2003 — Улыбка Моны Лизы / Mona Lisa Smile
- 2005 — Гарри Поттер и Кубок огня / Harry Potter and the Goblet of Fire
- 2007 — Любовь во время холеры / Love in the Time of Cholera
- 2007 — Приключения молодого Индианы Джонса: Ловушки Купидона / The Adventures of Young Indiana Jones: The Perils of Cupid (телефильм)
- 2010 — Принц Персии: Пески времени / Prince of Persia: The Sands of Time
- 2012 — Большие надежды / Great Expectations
- 2018 — Клуб любителей книг и пирогов из картофельных очистков / The Guernsey Literary and Potato Peel Pie Society
- TBA — Печальный конец[англ.]

### Продюсер
- 1997 —  С феями — шутки плохи / Photographing Fairies
- 1999 —  200 сигарет / 200 Cigarettes
- 1999 —  Лучшие планы / Best Laid Plans
- 2000 —  Фанатик / High Fidelity
- 2000 —  Траффик / Traffic
- 2002 — Джо / Jo (телефильм)
- 2003 — Я захватываю замок / I Capture the Castle (телефильм)
- 2003 — Ветвь / The Branch (сериал)
- 2004—2006 — Доктор Хафф / Huff (сериал)
- 2012 —  Большие надежды / Great Expectations
- 2014 —  Заколдованное королевство 3D / Enchanted Kingdom 3D